# Тачова, Адольфина
Адольфина Тачова (чеш. Adolfína Tačová, род. 19 апреля 1939 года), в замужестве Ткачикова (чеш. Tkačíková), — чехословацкая спортивная гимнастка. Двукратная серебряная медалистка Олимпийских игр в командном многоборье (1960, 1964).
Кроме того, дважды становилась обладательницей командного серебра на чемпионатах мира — в 1958 году в Москве (СССР) и в 1962 году в Праге (ЧССР).

## Биография
Представляла ЧССР на двух Олимпиадах, в 1960 году в Риме и в 1964 году в Токио.
На Олимпийских играх 1960 года в Риме завоевала с командой ЧССР серебро в командном многоборье. При этом в личном зачёте (в личном многоборье) заняла 14-е место, а также разделила с советской гимнасткой Полиной Астаховой 4-й результат на бревне и вышла в финал в этом отдельном виде. В финале на бревне стала также 4-й.
На Олимпийских играх 1964 года в Токио снова завоевала с командой ЧССР серебро в командном многоборье. При этом в личном зачёте (в личном многоборье) разделила 16-е место, ни в один из финалов в отдельных видах не вышла.